# Марипоуса (Калифорнија)
Марипоуса (енгл. Mariposa) насељено је место без административног статуса у америчкој савезној држави Калифорнија.

## Демографија
По попису из 2010. године број становника је 2.173, што је 800 (58,3%) становника више него 2000. године.
| Група             | 2000.         | 2010.         |
| Белци             | 1.152 (83,9%) | 1.785 (82,1%) |
| Афроамериканци    | 8 (0,6%)      | 10 (0,5%)     |
| Азијати           | 12 (0,9%)     | 30 (1,4%)     |
| Хиспаноамериканци | 80 (5,8%)     | 215 (9,9%)    |
| Укупно            | 1.373         | 2.173         |